# 女兒獎
女兒獎的全名為Formosa 女兒獎，或是福爾摩沙女兒獎，是由台灣的勵馨基金會所創辦的獎項。是為了響應國際女孩日，倡導台灣對女性的尊重，以及鼓勵台灣女孩的活力，所以從2002年起，舉辦Formosa 女兒獎活動，在國際女孩日頒發。
Formosa 台灣女兒獎分為五種獎項，包括數理科技獎、勇氣冒險獎、公共服務獎（後來改名為社群經營獎）、體能運動獎和特殊創作獎，對象為十二至十八歲的女孩。
女兒獎的頒獎形式，入圍者全到現場參加頒獎典禮，現場除了有女孩的表演以外，得獎的名單於現場表演間穿插公布，得獎者可獲贈水晶獎座，全部名單公布以後，於頒獎台上大合照，並由昔日的女兒獎得主，致贈銀色的戒指給新出爐的女兒獎得主，象徵女兒獎代代傳承的意義。
女兒獎的得主，可以參加隔年的女兒學習之旅，增加兩性平權和提升女孩地位的知識和能力。

## 外部連結
- 官方網站 （页面存档备份，存于）

https://www.facebook.com/formosadaughter/ 勵馨基金會 台灣女兒節